# روبرت أوسكار لوبيز
روبرت أوسكار لوبيز (مواليد 1971) أكاديمي أمريكي. كان أستاذًا للعلوم الإنسانية في مدرسة اللاهوت المعمدانية الجنوبية الغربية في فورت وورث،تكساس.

## حياة سابقة
روبرت أوسكار لوبيز من أصل بورتوريكي. بالإضافة إلى ذلك، فهو سليل العبيد الأفارقة.
تخرج لوبيز من جامعة ييل في عام 1993، حيث حصل على درجة البكالوريوس في الآداب. حصل على درجة الماجستير في الكلاسيكيات من جامعة بوفالو في عام 2007. حاصل على دكتوراه من جامعة ولاية نيويورك، بافالو.

## مسار مهني مسار وظيفي
انضم لوبيز إلى أعضاء هيئة التدريس في جامعة ولاية كاليفورنيا ، نورثريدج في عام 2008.  أصبح أستاذاً مشاركاً في اللغة الإنجليزية والكلاسيكية في عام 2013. وفي يوليو 2013، أُعلن أنه سينشر كتب الخيال "Mean Gays" ذاتيًا.
في عام 2012، نشر مقالًا بعنوان «يكبرون مع اثنين من الأمهات»، موضحًا بالتفصيل تجاربه أثناء نشأته كزوجين من المثليين. وأدى ذلك إلى رد فعل فوري في المدونات، حيث وصفها البعض كلام يحض على الكراهية. كما أدار مدونة حيث اتهم برهاب المثلية لمقارنته بين الآباء المثليين وملاك العبيد وتبني نفس الجنس مع «ممارسات الإبادة الثقافية التي كانت تستخدم في السابق ضد السود والهنود». 
اتهم طالبان سابقان لوبيز بتهيئة بيئة تمييزية.  في أكتوبر 2015، كتب وكيل CSUN رسالة يبلغ فيها لوبيز بأنه اتهم بتخويف الطلاب. [بحاجة لمصدر] غضون ذلك، اتهم لوبيز مديرًا آخر بمقارنة حدث نظمه في مكتبة رونالد ريغان الرئاسية بـ «معسكر كلو كلوكس كلان».
عمل لوبيز كرئيس للمعهد الدولي لحقوق الطفل منذ عام 2014.  شهد ضد زواج المثليين في ولاية مينيسوتا.  كتب موجز صديق المحكمة للمحكمة العليا في Obergefell ضد. قضية هودجز حول زواج المثليين. 
في عام 2016، استقال لوبيز من منصبه في CSUN وأصبح فيما بعد أستاذ العلوم الإنسانية في مدرسة اللاهوت المعمدانية الجنوبية الغربية.  في نوفمبر 2019، وفقًا للجنوب الغربي، تم التخلص من منصب لوبيز بسبب تغير احتياجات البرنامج لكلية سكاربورو. ومع ذلك، تم دعم قرار ساوثويسترن بإجراءات لوبيز، والتي تضمنت عدم الامتثال للسياسات الإدارية الأساسية، كونها موضوع شكاوى منتظمة من الطلاب وزملاء هيئة التدريس، وفي النهاية، رفض حضور الاجتماعات مع مشرفيه.  على النقيض من ذلك، ادعى لوبيز أن المسؤولين الإداريين في جنوب غرب البلاد قاموا بطرده لرفضه قطع خطابه بعد أن قام بتوبيخه في وقت سابق لأنه تحدث بشكل متواصل عن المثلية الجنسية.

## الحياة الشخصية
تقول سيرته الذاتية في CSUN أنه متزوج من زوجته منذ عام 2001 ولديهما طفلان.  وهو عضو في المؤتمر المعمداني الجنوبي.

## أعمال

### كتب
- بنات يفتاح. الضحايا الأبرياء من الأبوة والأمومة من نفس الجنس، [14][15]
- المحافظ الملونة: المحادثات الأمريكية مع القدماء من ويتلي إلى ويتمان.[3]

### مقالات
- بلوم In-Humanities ونظام زواج المثليين[وصلة مكسورة] لعام 2015 في Humanum
- نشأ مع اثنين من الأمهات 2012 في الخطاب العام
- حماية حقوق الإنسان للجميع في سان دييغو يونيون تريبيون 2015